# موجه الرحلة
في مجال الطيران، مُوجِّه الرحلة أو مدير الرحلة (flight director) اختصاراً (FD) يعد أداة طيران يتم وضعها فوق مؤشر الموقف الذي يوضح لقائد الطائرة الموقف المطلوب لتنفيذ مسار الرحلة المطلوب. يتم استخدام موجهات الرحلات بشكل شائع أثناء الاقتراب والهبوط. يمكن استخدامها مع أنظمة الطيار الآلي أو بدونها.

## وصف

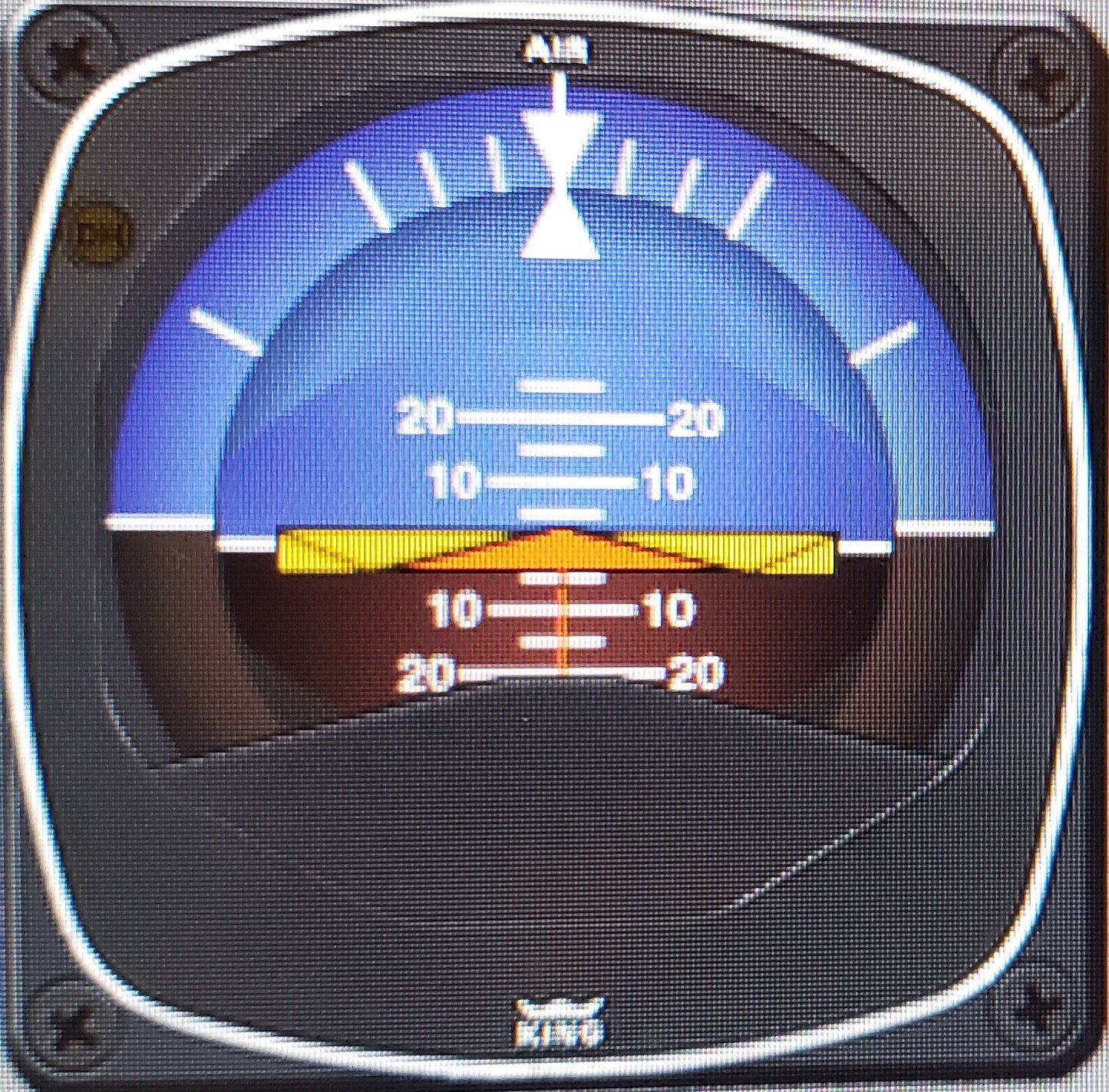
أشرطة الأوامر باللون الأصفر تتماشى مع رمز الطائرة باللون البرتقالي، مما يشير إلى الطيران المستقيم والمستوي.

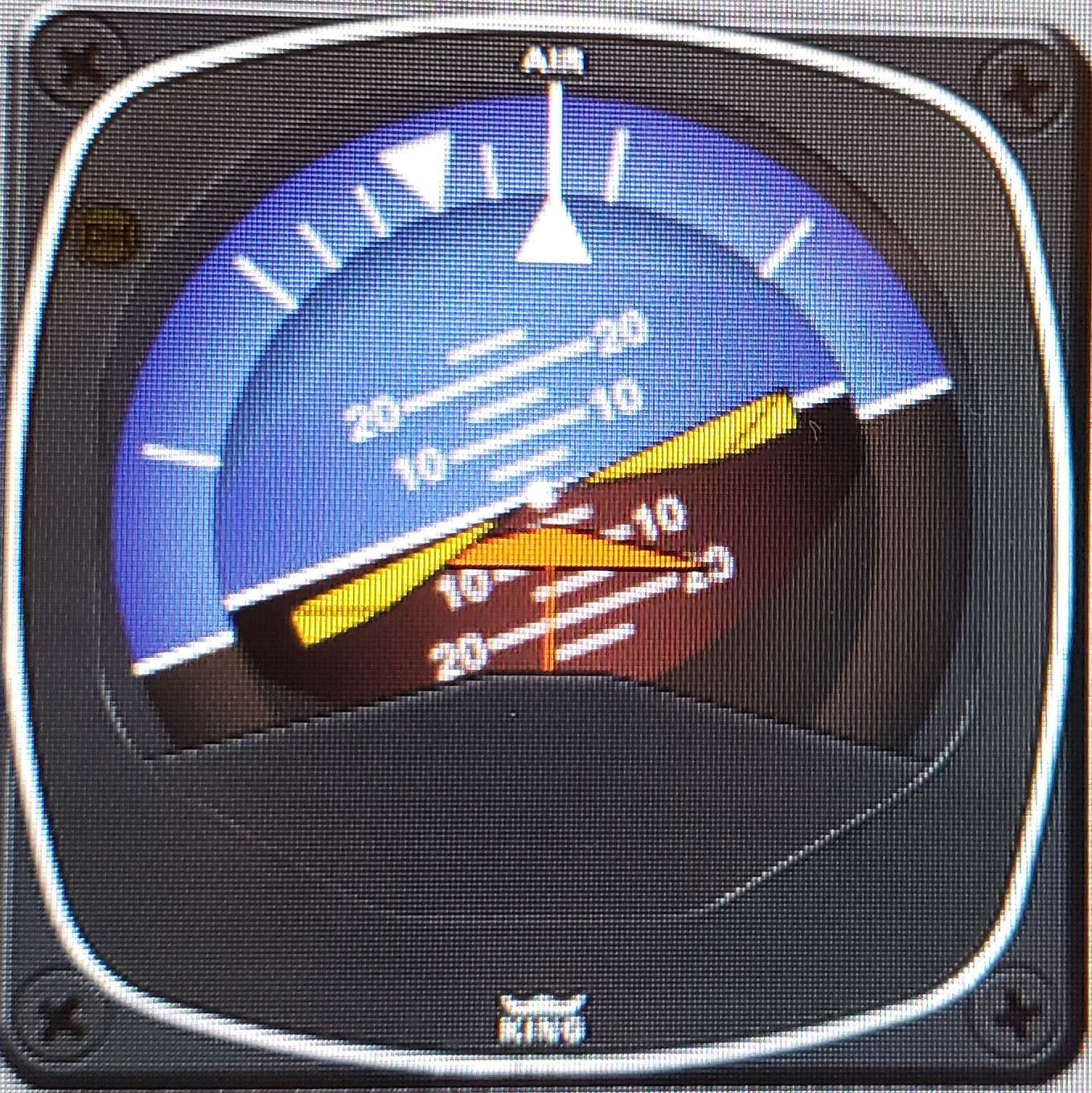
يجب استخدام أشرطة الأوامر باللون الأصفر ورمز الطائرة باللون البرتقالي، للإشارة إلى زاوية الميل المستوية وإدخال الارتفاع.

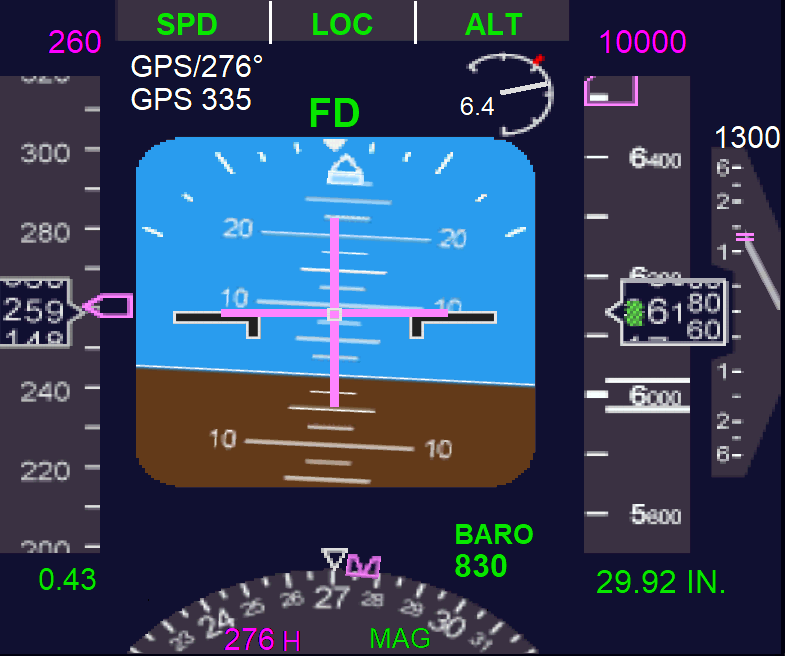
تستخدم بعض الطائرات خطوطاً متعامدة، مما يقود الطيار إلى الموقف المطلوب ومسار الطيران.

تقوم أوضاع مُوجِّه الرحلة (FD) المدمجة مع أنظمة الطيار الآلي بإجراء عمليات حسابية من أجل أتمتة أكثر تقدمًا، مثل «مسار محدد (اعتراض)، وتغيير الارتفاعات، وتتبع مصادر الملاحة مع الرياح المتقاطعة.» (FD) يحسب ويعرض الملعب المناسب وزوايا البنك المطلوبة للطائرة لاتباع مسار الرحلة المحدد.
مثال بسيط: الطائرة تحلق على مستوى 045 درجة متجهة عند مستوى الطيران FL150 عند 260 عقدة (480 كم/س) السرعة الجوية المشار إليها، وبالتالي يتم توسيط قضبان (FD). ثم يتم تعيين مُوجِّه الرحلة على العنوان 090° ومستوى رحلة جديد FL200. وبالتالي يجب أن تستدير الطائرة إلى اليمين والصعود. يتم ذلك عن طريق البنوك إلى اليمين أثناء التسلق. سينحرف شريط التدحرج إلى اليمين وسينحرف شريط الميل لأعلى. سيقوم الطيار بعد ذلك بالتراجع عن عمود التحكم أثناء العمل على اليمين. بمجرد أن تصل الطائرة إلى زاوية الانحدار المناسبة، سوف يتم توسيط شريط (FD) العمودي ويظل في المنتصف حتى يحين وقت الرجوع إلى مستوى الأجنحة (عندما يقترب العنوان من 090 درجة). عندما تقترب الطائرة من FL200، سينحرف الشريط الأفقي (FD) إلى أسفل وبالتالي يأمر الطيار بخفض مقدمة الطائرة من أجل الاستقرار عند FL200.
يمكن استخدام مُوجِّه الرحلة مع أو بدون أتمتة أسطح التحكم في الطيران. يستخدم (FD) بشكل شائع في اتصال مباشر مع الطيار الآلي (AP)، حيث يأمر (FD) الـ (AP) لوضع الطائرة في الموقف اللازم لاتباع المسار. تُستخدم تركيبة (FD/AP) بشكل نموذجي في اقتراب الأدوات المنخفضة المقترنة بالطيار الآلي (أقل من 200 قدم فوق مستوى الأرض [AGL])، أو اقتراب أدوات CAT II وCAT III ILS.
يختلف الشكل الدقيق لعرض مُوجِّه الرحلة باختلاف نوع الأداة، سواء كانت الخطوط المتعامدة أو أشرطة الأوامر  (ما يسمى "cue").